# Power Architecture Platform Reference
Power Architecture Platform Reference (PAPR) è una serie di specifiche in corso di approvazione del consorzio Power.org che mira a realizzare una piattaforma standard e aperta per le macchine basate su architettura Power. Questo standard sostituirà i precedenti PReP e CHRP sviluppati negli anni 90.
Le specifiche PAPR dovrebbero venir rilasciate entro la fine del 2006  e forniranno le linee guida per realizzare dei computer standard basati sul sistema operativo Linux. Le specifiche PAPR prodotte da Power.org sono concettualmente simili alle specifiche CHRp che IBM rilascio originariamente. Le specifiche stabiliscano la combinazione software/firmware necessarie per gestire la macchina correttamente.

## Schede madri compatibili
- Genesi Open Server Workstation - Processore Dual PowerPC 970MP con CPC945 northbridge e Open Firmware.